# كولومبيا (ميريلاند)
كولومبيا، هو اسم لمقاطعة سكانية تقع في جنوب ولاية ميريلاند وتحتوى على عشرة قري صغيرة بنيت على مساحة 14 ألف هكتار ويتعدى سكانها ال88 ألف نسمة بحسب تعداد العام 2000. تصميم القرى يراعي البعد المجتمعي ويعمل على إذابة الفوارق الطبقية والدينية والعرقية التي عانى منها سكان المنطقة قبل ذلك. تم تطوير المقاطعة على يد المُخطِط الحضاري، الناشط جايمس روز، وتم افتتحها عام 1967.
في العام 2008، صنفت مجلة المال، كولومبيا، ميريلاند في المركز الثامن كأفضل مائة مكان للسكن في الولايات المتحدة. قفزت بعدها المقاطعة لنحتل المركز الثان في تصنيف العام 2010
إدوارد نورتون وراندي باوش، مشاهير من مواليد المقاطعة.

## المناخ
يظهر الجدول التالي التغييرات المناخية على مدار السنة لكولومبيا:
| البيانات المناخية لـكولومبيا      | البيانات المناخية لـكولومبيا | البيانات المناخية لـكولومبيا | البيانات المناخية لـكولومبيا | البيانات المناخية لـكولومبيا | البيانات المناخية لـكولومبيا | البيانات المناخية لـكولومبيا | البيانات المناخية لـكولومبيا | البيانات المناخية لـكولومبيا | البيانات المناخية لـكولومبيا | البيانات المناخية لـكولومبيا | البيانات المناخية لـكولومبيا | البيانات المناخية لـكولومبيا | البيانات المناخية لـكولومبيا |
| الشهر                             | يناير                        | فبراير                       | مارس                         | أبريل                        | مايو                         | يونيو                        | يوليو                        | أغسطس                        | سبتمبر                       | أكتوبر                       | نوفمبر                       | ديسمبر                       | المعدل السنوي                |
| --------------------------------- | ---------------------------- | ---------------------------- | ---------------------------- | ---------------------------- | ---------------------------- | ---------------------------- | ---------------------------- | ---------------------------- | ---------------------------- | ---------------------------- | ---------------------------- | ---------------------------- | ---------------------------- |
| متوسط درجة الحرارة الكبرى °ف (°م) | 42 (6)                       | 46 (8)                       | 55 (13)                      | 66 (19)                      | 75 (24)                      | 84 (29)                      | 88 (31)                      | 87 (31)                      | 79 (26)                      | 68 (20)                      | 58 (14)                      | 46 (8)                       | 66 (19)                      |
| متوسط درجة الحرارة الصغرى °ف (°م) | 25 (−4)                      | 27 (−3)                      | 35 (2)                       | 44 (7)                       | 55 (13)                      | 64 (18)                      | 69 (21)                      | 68 (20)                      | 60 (16)                      | 48 (9)                       | 38 (3)                       | 29 (−2)                      | 47 (8)                       |
| الهطول إنش (مم)                   | 3.16 (80)                    | 3.14 (80)                    | 4.10 (104)                   | 3.81 (97)                    | 4.56 (116)                   | 4.23 (107)                   | 4.05 (103)                   | 3.43 (87)                    | 4.60 (117)                   | 3.98 (101)                   | 4.21 (107)                   | 3.77 (96)                    | 47.04 (1٬195)                |
| المصدر: weather.com               |                              |                              |                              |                              |                              |                              |                              |                              |                              |                              |                              |                              |                              |

## توأمة
لكولومبيا (ميريلاند) اتفاقيات توأمة مع:
- سيرجي

## أعلام
- داريل جي
- دان كراوس
- راسيل باين
- باول إس. نيومان
- غريغ ويتنغتون
- جيم باركر
- بيني ماكراي
- ديريك فيليبس
- فرانك ويتل
- جايسون دونز